# Cláusula del cinco por ciento (Alemania)
La Cláusula del cinco por ciento es un sistema de cláusula de barrera utilizado en Alemania. Consiste en que únicamente los partidos políticos que hayan obtenido al menos el 5% de los votos válidamente emitidos pueden obtener representación parlamentaria. Fue introducida de acuerdo a los votos recibidos a nivel federal en 1953 (hasta entonces había sido separada por cada estado federado) y ampliada en 1957, y fue promulgada con el fin de evitar una excesiva división del arco político (como había sucedido en la República de Weimar) y dotar al Bundestag de mayorías efectivas para gobernar. Esta cláusula se pone en práctica tanto en elecciones federales como estatales, pero no en europeas, ya que en 2012 el Tribunal Constitucional de Alemania declaró inconstitucional a la cláusula para este tipo de elección.
Sin embargo, la cláusula no se ejecuta siempre de la misma manera, ya que en algunos casos no es aplicada a ciertos partidos representantes de minorías étnicas. Tal es el caso de la Asociación de Votantes del Schleswig Meridional, que en las elecciones estatales de Schleswig-Holstein de 2017 obtuvo tres escaños en el parlamento estatal (Landtag), habiendo obtenido el 3.3% de los votos. Esto sucede ya que el SSW representa a la minoría danesa en el estado y por lo tanto están exentos de la cláusula. En Brandeburgo la cláusula no se aplica al partido Alianza Lusaciana, el cual representa a la minoría sorbia. Sin embargo este partido nunca ha logrado obtener representación.
Por otro lado, para las elecciones estatales de Bremen, es necesario alcanzar el 5% de los votos solo en la ciudad de Bremenhave para obtener representación, lo cual ha favorecido históricamente a varios partidos pequeños como la Deutsche Volksunion y los Ciudadanos en Ira.